# Lori Singer
Lori Jacqueline Singer (Corpus Christi (Texas), 6 november 1957) is een Amerikaanse actrice en celliste.

## Biografie
Singer werd geboren in Corpus Christi (Texas) en groeide op in een muzikale familie. Zij ging cello studeren aan de Juilliard School in New York en op dertienjarige leeftijd maakte zij haar debuut als celliste in een orkest, hierna speelde zij diverse malen voor publiek. Naast het bespelen van de cello is zij ook gaan acteren, meestal als celliste.
Singer was van 1981 tot en met 1998 getrouwd en heeft uit dit huwelijk een zoon.

## Prijzen

### Golden Globe
- 1994 in de categorie Beste Cast met de film Short Cuts - gewonnen.

### Film Independent Spirit Award
- 1986 in de categorie Beste Vrouwelijke Hoofdrol met de film Trouble in Mind - genomineerd.

### Filmfestival van Venetië
- 1993 in de categorie  Speciale Volpi Cup met de film Short Cuts - gewonnen.

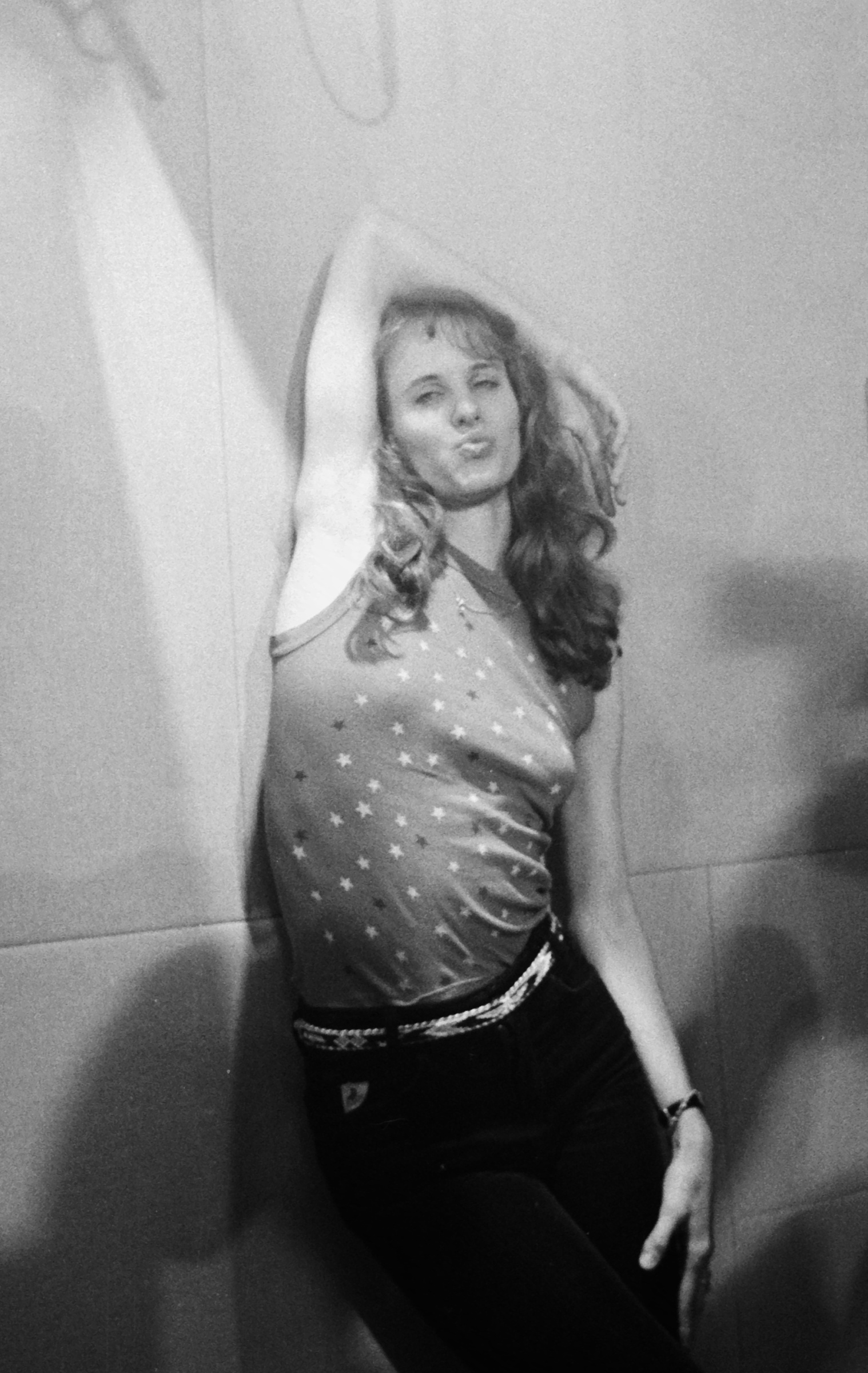
Lori Singer in 1983

## Filmografie

### Films
Uitgezonderd korte films.
- 2023 Rachel Hendrix - als Rachel Hendrix
- 2017 The Institute - als Madame Werner
- 2016 God Knows Where I Am - als Linda Bishop (stem)
- 2015 Experimenter - als Florence Asch
- 2004 When Will I Be Loved - als Lori Singer
- 1997 Bach Cello Suite#4: Sarabande – als dr. Angela France
- 1994 F.T.W. – als Scarlett Stuart
- 1993 Short Cuts – als Zoe Trainer
- 1993 Sunset Grill – als Loren
- 1992 Equinox – als Sharon Ace
- 1990 Storm and Sorrow – als Molly Higgins
- 1989 Warlock – als Kassandra
- 1987 Summer Heat – als Roxy
- 1987 Made in U.S.A. – als Annie
- 1987 Heartbeat – als vrouw van de filmmaker
- 1985 Trouble in Mind – als Georgia
- 1985 The Man with One Red Shoe – als Maddy
- 1985 The Falcon and the Snowman – als Lana
- 1984 Footloose – als Ariel Moore
- 1982 Born Beautiful – als Jodi Belcher

### Televisieseries
Uitgezonderd eenmalige gastrollen.
- 1995 – 1997 VR. 5 – als Sydney Bloom – 13 afl.
- 1982 – 1983 Fame – als Julie Miller – 38 afl.

- Bibliothèque nationale de France: cb14043887c (data)
- Gemeinsame Normdatei: 143289683
- International Standard Name Identifier: 0000 0000 8084 7412
- Library of Congress Control Number: n88034931
- MusicBrainz: 02f22651-ea09-49c2-aa11-31a5d8c052f9
- Nationale Bibliotheek van Israël: 987007431842905171
- Nationale Bibliotheek van Polen: a0000002259291
- SNAC: w6gz79vd
- Système universitaire de documentation: 150126956
- Museum of New Zealand Te Papa Tongarewa: 56149
- Virtual International Authority File: 262926936
- WorldCat: E39PBJr3wPK43dK8dyd8CfMVmd